# クリフトン・スプレイグ
クリフトン・アルバート・フレデリック・スプレイグ（Clifton Albert Frederick Sprague、1896年1月8日 - 1955年4月11日）は、アメリカ合衆国の海軍軍人。最終階級は海軍中将。「ジギー」と渾名された。

## 経歴
スプレイグはマサチューセッツ州ドーチェスターで生まれ、ボストン・ラテン・スクール、アメリカ海軍兵学校に学ぶ。卒業後は海軍のパイロットとなる。
第二次世界大戦が始まったとき、スプレイグは水上機母艦タンジール(USS Tangier, AV-8)の艦長の任にあり、真珠湾攻撃に遭遇した。その後スプレイグは空母ワスプ艦長に着任する。
スプレイグはレイテ沖海戦での功績で最も有名である。同海戦において、スプレイグは上陸支援のため第7艦隊から編成された3つの護衛空母艦隊の内の一つ（「タフィー3 Taffy 3」の愛称で知られる）を指揮した。
スプレイグは、戦艦多数・巡洋艦多数で構成された日本海軍の主力部隊（指揮官：栗田健男中将）との水上戦（サマール沖海戦）を戦い、護衛空母ガンビア・ベイと駆逐艦2隻を失ったものの、日本艦隊に大きな損害を与えた。
サマール沖海戦の終結直後、タフィー3は、日本海軍の最初の特別攻撃隊（指揮官：関行男大尉）の攻撃を受け、護衛空母セント・ローを失った。
スプレイグは、レイテ沖海戦における功績で海軍十字章を受章した。第二次世界大戦の終結の6年後、1951年11月1日付で海軍中将に進級すると同時に願いに依り現役を退いた。
スプレイグはサンディエゴの海軍病院にて心臓病で1955年4月11日に死去した。カリフォルニア州フォート・ローズクランズ国立墓地に埋葬されている。
オリバー・ハザード・ペリー級ミサイルフリゲートの10番艦、クリフトン・スプレイグ (USS Clifton Sprague, FFG-16) はスプレイグにちなんで命名された。クリフトン・スプレイグの士官室には、同艦の就役期間を通じ、スプレイグに授与された海軍十字章の表彰状が飾られていた。